# Alfonso Alonso
Alfonso Alonso Aranegui (ur. 14 kwietnia 1967 w Vitorii) – hiszpański i baskijski polityk, prawnik oraz samorządowiec, alkad Vitorii, poseł do Kongresu Deputowanych, od 2014 do 2016 minister zdrowia, służb społecznych i równości.

## Życiorys
Absolwent filologii romańskiej i prawa na Uniwersytecie Kraju Basków. Praktykował jako adwokat w rodzinnej miejscowości. Zaangażował się w działalność polityczną w ramach Partii Ludowej i jej organizacji młodzieżowej. Od 1990 członek władz PP w prowincji Araba, a od 2001 zastępca sekretarza generalnego partii w Kraju Basków. Od 1995 do 2008 był członkiem zgromadzenia miejskiego Vitorii. W 2000 uzyskał mandat posła do Kongresu Deputowanych VII kadencji. Zrezygnował z niego w 2001, obejmując stanowisko alkada Vitorii. Urząd burmistrza sprawował do 2007.
W 2008 ponownie wszedł w skład Kongresu Deputowanych. Z powodzeniem ubiegał się o reelekcję w wyborach w 2011, 2015 oraz 2016. W grudniu 2014 dołączył do rządu Mariano Rajoya jako minister zdrowia, służb społecznych i równości. W 2015 stanął na czele Partii Ludowej w Kraju Basków, którą kierował do 2020. W sierpniu 2016 zakończył pełnienie funkcji rządowej w związku z prowadzoną kampanią wyborczą przed wyborami regionalnymi w Kraju Basków, w których uzyskał mandat posła do regionalnego parlamentu.